# Staurocucumis
Staurocucumis is een geslacht van zeekomkommers uit de familie Cucumariidae.

## Soorten
- Staurocucumis krzysztofi O'Loughlin, 2013
- Staurocucumis liouvillei (Vaney, 1914) Ekman, 1927
- Staurocucumis turqueti (Vaney, 1906)